# Pulsear

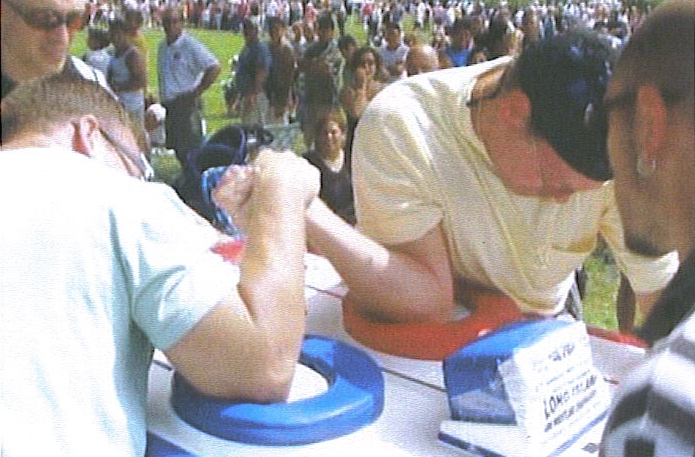
Dos competidores echando un pulso.

Pulsear, echar un pulso o echar unas fuercitas o jugar unas vencidas es un deporte de fuerza que consiste en el enfrentamiento físico de dos jugadores que, a ambos  lados de una mesa, apoyan un brazo sobre ella (habitualmente el derecho pero a nivel profesional se puede competir con cualquiera de los dos), se agarran firmemente de la mano de ese brazo y, desde el momento en que se da la orden de comenzar, empujan cada uno hacia su lado sin mover el codo. Gana quien consigue que la mano de su adversario toque la mesa o algún dispositivo o cojinete colocado al efecto de la marcación. La prueba pretende determinar quién tiene más fuerza.
Esta competición se conoce por la gran fuerza utilizada en los brazos (bíceps, hombro y antebrazo).

## Biomecánica y salud
Aunque de forma inmediata es el brazo (bíceps braquial) el que ejerce la fuerza, en realidad se involucra todo el cuerpo en este deporte, ya que los movimientos ejercidos por todos los músculos del cuerpo, las palancas y ángulos efectuados por todo el cuerpo aunados a la explosividad de movimiento, la técnica, el acomodo corporal en una competencia, permiten ganar más fácilmente una contienda, evitando lesiones a ambos competidores.
Las partes más trabajadas y afectadas en una competencia son los ligamentos y cartílagos del antebrazo, que son los que soportan todo el impacto que se ejerce en una competencia, así como el cúbito, radio, muñecas y mano. En segundo grado, intervienen el bíceps, tríceps, hombros, espalda, abdomen y en último grado las piernas. Todo el conjunto de músculos y ángulos que se efectúan, permiten generar una mayor presión y fuerza para el adversario .  
No es recomendable que una persona que nunca ha practicado este deporte juegue una tras otra partida, ya que su cuerpo y partes musculares no están preparadas para el esfuerzo y desgaste de una contienda. Para quienes desean iniciarse en la práctica de este deporte es recomendable que se asesoren con competidores experimentados, con un club o asociación en este deporte que pueda transmitir un buen conocimiento y experiencia para evitar en lo posible lesiones o fracturas, puesto que estas suceden por la mala práctica, el mal consejo o guía deficiente en el deporte.
Al estar acostumbradas todas las partes musculares involucradas y aprender las posiciones correctas usadas en el deporte, es más difícil estar en posiciones de riesgo, que se pueden presentar en músculos, articulaciones, ligamentos y huesos. Al practicar, se recomienda adoptar una buena postura y nunca perder de vista la mano que está jugando una partida, comúnmente llamada "match", pues de no hacerlo se puede producir una fractura que puede variar desde del hombro, húmero, codo, cúbito, radio y falanges por perder una posición natural del cuerpo. En la mayoría de los casos de esta índole las lesiones se producen en el húmero por la torsión que se efectúa en el brazo, debido a que la cabeza, clavícula, codo y mano pierden ángulos, ejes, posición o movimientos naturales y una posición compacta al cuerpo a lo que normalmente se le conoce en el deporte como estar "armado".

## Técnicas
Las técnicas básicas son: 
1. "La cobra": al ejecutarla se ve el dorso de la mano y la fuerza principalmente se encuentra en la mano y muñeca.
2. "Gancho": al ejecutarla se ve la palma de la mano y la fuerza principalmente se concentra en el bíceps.
3. "Aplaste": al ejecutar la técnica se utiliza principalmente el tríceps y hay mucha tensión en el codo.

En todas las técnicas la intención es bajar el antebrazo del contrario por debajo de la altura del cojinete o las marcas, o en su defecto tocarlas, estas se encuentran en la mesa de vencidas.
El "pulso doble", conocido en inglés como test of strength ("prueba de fuerza"), es otro tipo de enfrentamiento, donde los dos competidores se toman con ambas manos pero solo con un agarre de mano al competidor; esto quiere decir que solo se toma la mano con la que se va a competir y la otra mano se acomoda al dorso de la que está compitiendo y cada uno empuja hacia la dirección donde se encuentra su cuerpo. El ganador es el primero que baje la mano del rival. Es muy frecuente que se use esto como test de fuerza, ya que sirve para igualar las capacidades de fuerza de un adversario con otro de una categoría mayor o con mayor peso o fuerza, para que el competidor con mayor nivel entrene y se puedan ejercitar con mayor seguridad ambos competidores.